# Aérodrome de Pithiviers
 (avril 2018).
Si vous disposez d'ouvrages ou d'articles de référence ou si vous connaissez des sites web de qualité traitant du thème abordé ici, merci de compléter l'article en donnant les références utiles à sa vérifiabilité et en les liant à la section « Notes et références ».
L'aérodrome de Pithiviers est situé dans le Loiret à 40 km au nord d'Orléans et à 80 km au sud de Paris, dans la vallée de l'Essonne entre la Beauce et le Gâtinais. Il est voisin de la commune de Pithiviers-le-Vieil.

## Historique
En 1946, un aéro-club est créé à Pithiviers. L'État prête un stampe à l'association afin qu'elle entre en activité. L'aéro-club de Pithiviers avait l'avion, des instructeurs, des futurs pilotes, mais pas encore de piste.
Les premières activités (vol moteur, vol à voile, aéromodelisme) ont alors pris naissance à Étampes ou le terrain d'aviation existait déjà. Avant d'avoir un "club-house" sur Pithiviers, les membres du club se réunissent dans une baraque sur l'ancien terrain Vargnier, situé avenue de la République, à Pithiviers, tout proche de la gare.
La première manifestation organisé par l'aéro-club est le meeting de servainvilliers. Des baptêmes de l'air sont proposés, les avions se posent sur un champ, rapidement aménagé pour l'occasion. L'aéro-club a profité de cet évènement pour conserver le terrain plusieurs mois. Les vols s'effectuaient toujours sur Stampe. C'était la grande époque des "meeting en campagne".
Construction d'une piste de 400 mètres et d'un local au Monceau, à Pithiviers-le-Vieil sur un terrain prêté par la Sucrerie. Grâce encore aux subventions de l'État, la piste est nivelée et rallongée. Au même moment, un premier hangar est construit (actuel club-house).
En 1959, un meeting tourne à la catastrophe, un orage très localisé interrompt les vols et conduit à un échec financier. L'aéro-club doit vendre ses avions.

## Caractéristiques
- Les communications radiotéléphoniques se font par auto-information sur la fréquence 123.500.
- L'utilisation de cet aérodrome est réservée aux aéronefs basés et à ceux des aérodromes voisins (Bailleau Armenonville, Buno Bonnevaux, Briare, Chartres, Montargis, Moret, Orléans - Saint-Denis-de-l'Hôtel, Vierzon).
- Activité régulière : Vol moteur, voltige aérienne et ULM

## Aéroclub présent sur l'aérodrome
- L'aéro-club du Monceau est le seul organisme de formation présent sur l'aérodrome.
- L'association "des amateurs d'aéronefs anciens / 4A" maintient en état de vol un Stampe SV4A.

## Aéronefs présents
- Cessna 152 (aéroclub du Monceau)
- Cessna 172 (aéroclub du Monceau)
- Piper PA-28 (aéroclub du Monceau)
- 2 Piper PA-19
- Stampe SV4A
- Broussard MH1521
- Tetras (ULM Multiaxe)
- Jodel D-112
- 2 Druine Turbi